# Шеин, Пётр Васильевич
Пётр Васи́льевич Ше́ин (5 июня 1907, Козьмодемьянск, Казанская губерния, Российская империя — 27 ноября 1982, Йошкар-Ола, Марийская АССР, РСФСР, СССР) — советский административно-хозяйственный и партийный деятель. Заместитель Председателя Президиума Верховного Совета Марийской АССР I созыва (1938—1947). Управляющий, директор треста «Маритранслес» (1944—1956). Член ВКП(б).

## Биография
Родился 5 июня 1907 года в Козьмодемьянске ныне Марий Эл. 
В 1926—1929 годах работал кузнецом в Козьмодемьянской сплавной конторе. Затем перешёл на партийную работу: председатель Ронгинского райисполкома, в 1937—1938 годах — заместитель наркома земледелия Марийской АССР.
С 1939 года в Марийском обкоме ВКП(б): заведующий сектором кадров, с 1940 года — заведующий лесным отделом, с 1941 года — секретарь по лесной промышленности. Известен как руководитель возведения укреплённых районов — оборонительных рубежей по восточному берегу реки Волги в Волжском и Звениговском районах Марийской АССР в годы Великой Отечественной войны (до 1943 года). 
В 1944—1956 годах руководил трестом «Маритранслес» (1944—1956). Затем был директором комбината стройтреста № 116, Йошкар-Олинского промышленного комбината, в 1966—1968 годах — директором Йошкар-Олинского леспромхоза. 
В 1938—1959 годах избирался депутатом Верховного Совета Марийской АССР I—IV созывов, при этом в 1938—1947 годах был заместителем Председателя Президиума Верховного Совета МАССР.
Его многолетняя административно-хозяйственная и депутатская деятельность отмечена орденами Трудового Красного Знамени, «Знак Почёта», медалями, в том числе медалями «За доблестный труд в Великой Отечественной войне 1941— 1945 гг.», «За трудовое отличие», а также 4-мя почётными грамотами Президиума Верховного Совета Марийской АССР.
Ушёл из жизни 27 ноября 1982 года в Йошкар-Оле.

## Награды
- Орден Трудового Красного Знамени (1942)[2]
- Орден «Знак Почёта» (1951)[1]
- Медаль «За доблестный труд в Великой Отечественной войне 1941—1945 гг.»[2]
- Медаль «За трудовое отличие» (1955)[1]
- Медаль «За доблестный труд. В ознаменование 100-летия со дня рождения Владимира Ильича Ленина»
- Почётная грамота Президиума Верховного Совета Марийской АССР (1942, 1943, 1946, 1967)[1]